# Championnat de France de futsal de deuxième division
La Division 2 Futsal du Championnat de France de futsal, est une compétition de futsal qui représente en France le second échelon de la hiérarchie du futsal. La compétition se compose en principe de deux groupes de dix clubs chacun, pour un total de vingt participants. La D2 Futsal a été mise en place en 2013 par la Fédération française de football.
À l'issue de la saison, le premier de chaque groupe est promu en Division 1 et les deux derniers derniers de chaque groupe sont relégués en ligue régionale. Une phase d'accession interrégionale réunit les champions des ligues pour déterminer les quatre promus en D2. 
En parallèle des championnats nationaux se déroule la Coupe Nationale.

## Historique

Ex-logo de la D2 futsal.

En 2012, la Fédération française de football décide la mise en place d'une deuxième division nationale tandis que le Championnat de France, renommé Division 1, passe à une seule poule.

Les six derniers de chaque groupe du championnat de France 2012-2013 sont relégués dans la nouvelle D2 2013-2014, accompagnés des huit meilleurs champions régionaux.

## Palmarès
| Édition | Saison    | Champion              | Autre(s) promu(s)                         |
| ------- | --------- | --------------------- | ----------------------------------------- |
| 1re     | 2013-2014 | FC Picasso Échirolles | Douai Gayant                              |
| 2e      | 2014-2015 | Bastia Agglo          | Nantes Bela                               |
| 3e      | 2015-2016 | Montpellier MF        | Roubaix AFS                               |
| 4e      | 2016-2017 | Nantes Bela           | UJS Toulouse & Paris ACASA                |
| 5e      | 2017-2018 | Beaucaire Futsal      | ACCES FC                                  |
| 6e      | 2018-2019 | Orchies Pévèle FC     | Toulouse Métropole FC                     |
| 7e      | 2019-2020 | Compétition arrêtée   | FC Chavanoz & Hérouville Futsal           |
| 8e      | 2020-2021 | Compétition annulée   | Étoile lavalloise FC & Kingersheim Futsal |
| 9e      | 2021-2022 | ACCS A.V. 92          | Kremlin-Bicêtre & Marcouville City CP     |
| 10e     | 2022-2023 | Hérouville Futsal     | GOAL Futsal Club & AC Ajaccio             |
| 11e     | 2023-2024 | AS Avion Futsal       | Montpellier MF                            |

Il n'y a pas de match entre les vainqueurs des deux groupes. Le champion est déterminé selon « le nombre de points obtenus lors des rencontres aller et retour les ayant opposées aux cinq autres équipes les mieux classées de leur groupe ».

## Barrages d’accession en D2
Afin de déterminer quelles équipes de chaque Ligue régionale accèdent en Division 2 chaque saison, des barrages d'accession (aussi appelés phase inter-régionale) ont lieu chaque fin de saison. Ils se déroulent en deux tours, généralement le dernier samedi du mois de mai puis le deuxième de juin.
Lors des deux premières éditions, des groupes de quatre équipes championnes régionales sont constitués au premier tour et disputés en tournoi toutes rondes. Les deux premiers de chaque poule sont qualifiés pour le second tour, formé aussi de groupes de quatre équipes.
Pour l'édition 2015-2016, les barrages d’accession en D2 change de version : les plateaux sont remplacés par des matchs à élimination directe. À la suite de la réforme territoriale des régions en 2016, il n'y a plus que treize Ligues régionales. Chaque été, comme pour les compétitions de football Championnat de France U17 et Division 2 féminine, le bureau exécutif de la Ligue de Football Amateur édite une liste de trois Ligues, sur la base de critères et classements, devant désigner un club supplémentaire à l’issue de la saison concernée pour participer à la phase inter-régionale (montant le total des clubs à seize).
En 2024, le format évolue de nouveau avec un seul club qualifié pour les barrages d’accession en D2 Futsal dans chacune les treize Ligues régionales. Toujours joués en match à élimination directe, les Ligues sont classées par selon le rapport entre le nombre de joueurs de futsal (seniors à U15) et de joueurs totaux (vétérans à U14, football et futsal, masculin et féminin) de la saison précédente, puis sur les trois dernières années en cas d'égalité.